# Ноулз, Фрэнк
Фрэнк Но́улз (англ. Frank Knowles; апрель 1891 — 20 января 1951) — английский футболист, хавбек.

## Биография
Родился в Хайде (Чешир). Играл за клуб «Стейлибридж Селтик», после чего стали игроком «Манчестер Юнайтед» в 1911 году. На протяжении двух сезонов выступал преимущественно за резервную команду «Манчестер Юнайтед», став чемпионом Центральной лиги, турнира для резервистов, в сезоне 1912/13. В основном составе дебютировал 30 марта 1912 года в игре против бирмингемского клуба «Астон Вилла». В сезонах 1913/14 и 1914/15 регулярно играл в основном составе команды. Всего провёл за «Манчестер Юнайтед» 47 матчей и забил 1 гол. В годы войны служил в рядах вооружённых сил Великобритании, а также играл в качестве гостя за ряд футбольных клубов, включая «Арсенал», «Хайд Парк», «Олдем Атлетик» и «Сандбач Рамблерс». С 1918 по 1919 год выступал за «Манчестер Сити», сыграв за клуб 3 матча (2 в — Футбольной лиге и 1 — в Военной лиге). В 1919 году стал игроком «Хартлпулз Юнайтед».